# Salvi Sánchez
Salvador Sánchez Ponce, meglio noto come Salvi Sánchez (Sanlúcar de Barrameda, 30 marzo 1991), è un calciatore spagnolo, attaccante svincolato.